# Designer inteligente
Um designer inteligente, também referido como um agente inteligente, é uma entidade autoconsciente e com vontade própria que o movimento do design inteligente argumenta ter tido papel na origem e/ou desenvolvimento da vida e que  deixou evidências científicas desse design inteligente. Eles também usam o termo "causa inteligente" denotando suas suposições teleológicas de direção e propósito em características do universo e dos seres vivos. O movimento do design inteligente é uma campanha neocriacionista que surgiu a partir de movimentos anteriores como o movimento fundamentalistas cristão e o movimento da ciência criacionista evangélica.

## Pilares do Criacionismo
Em tese, o Criacionismo pode ser estudado e ensinado em qualquer das 3 formas básicas:
(1) Criacionismo científico (que não depende da Revelação Bíblica, mas utiliza apenas dados científicos que solidificam o modelo criacionista).
(2) Criacionismo Bíblico  (que não depende dos dados científicos, mas utiliza apenas a Bíblia para defender o modelo criacionista).
(3) Criacionismo científico Bíblico (dependência total na Revelação Bíblica ao mesmo tempo que usa dados científicos como forma de apoiar e desenvolver o modelo criacionista).
Segundo criacionistas, estes sistemas não são contraditórios mas sim complementares, cada um apropriado para certas aplicações. Para alguns deles, não se deveria propor o ensino do criacionismo Bíblico nas escolas públicas, tanto devido a restrições legais contra o ensino de doutrinas Cristãs nas escolas públicas, mas também (e mais importante) porque os professores que não acreditam na Bíblia não devem ser coagidos a ensinar a Bíblia, embora muitos não se preocupam com este detalhe. Outros dizem que é desejável e legal ensinar criacionismo científico como alternativa à evolução. O grande problema desse raciocínio é justamente o fato de que o termo "criacionismo científico" é autodeclarado, isto é, os próprios criacionistas que aplicam cientificidade às suas atividades. Porém, no meio acadêmico em geral, o criacionismo científico é visto como pseudociência, especialmente por trabalhar com conclusões a priori e depois selecionar as evidências de modo conveniente, para justificar esta conclusão apriorística, ignorando as demais evidências, inclusive aquelas que embasam fortemente a teoria evolutiva. Sugerir esse tipo de alternativa é tratar dois assuntos completamente diferentes como no mesmo patamar, ou seja, uma falsa equivalência.
Nas escolas dominicais, por outro lado, dedicadas a ensinar as escrituras cristãs, o criacionismo Bíblico é naturalmente utilizado como o fundamento para todas as outras doutrinas Bíblicas. Numa escola ou faculdade cristã, onde o deus bíblico (chamado, entre outros nomes, de Javé, Jeová ou simplesmente Deus) é estudado à luz da Bíblia Sagrada, pode-se trabalhar normalmente a ideia de que o criacionismo Bíblico e o criacionismo científico são perfeitamente compatíveis, dois lados da mesma moeda. A revelação da criação presente das Escrituras é facilmente suportada pelos fatos da natureza, segundo um viés puramente criacionista. A combinação de ambas pode ser chamada de criacionismo bíblico-científico.
Os 3 sistemas são explicitamente opostos ao modelo científico que propõe a evolução das espécies. O criacionismo é, por si só, esta oposição. Variações podem existir, como por exemplo, negando outras teorias científicas como a do Big Bang ou aceitando-a, igualmente podem ser defensores da Terra Jovem ou da Terra Antiga, mas o padrão criacionista é sempre ter em comum a rejeição à teoria da evolução.
O modelo chamado de evolucionista e o modelo criacionista, na sua forma mais simples, podem ser delimitados da seguinte forma, segundo Morris:
Modelo Evolucionista
(1) Origem naturalista contínua
(2) Aumento geral da complexidade através do tempo
(3) História inicial dominada pelo uniformitarianismo
Modelo Criacionista
(1) Origem sobrenatural finalizada
(2) Diminuição geral da complexidade
(3) História inicial dominada pelo catastrofismo
A ideia que se quer passar é que:
- O modelo evolucionista, tal como delineado em cima, está caracterizado em traços gerais. O mesmo pode ser expandido e modificado de várias formas até que esteja de acordo com os vários tipos de evolucionismo (evolução ateísta, evolução teísta, Lamarckianismo, neo-Darwinismo, punctuated equilibrium, etc.).

- O mesmo é se pode dizer do modelo criacionista, que tem o registo Bíblico como fonte adicional de informação que de outro modo nunca poderia ser adquirida por meios estritamente científicos.

Isto apenas reforça o que foi comentado acima, sobre haver a afirmação de que o criacionismo é científico a partir dos próprios criacionistas, bem como utilizarem de comparações mais superficiais para criar uma falsa equivalência. Por exemplo, na Teoria da Evolução não se diz que existe uma "origem" contínua. Pelo contrário, a origem do L.U.C.A. (Last Universal Common Ancestor) é vista como a mais coerente, do que por exemplo mais de um ser vivo dando origem a todos. A questão é que criacionistas tratam as espécies como capazes de surgir de uma hora para a outra, quando na verdade a diferenciação de espécies se dá num viés comparativo, incluindo ao se comparar membros de uma mesma linha evolutiva. O segundo item que trata da complexidade dos seres vivos mostra que enquanto a teoria da evolução trata a complexidade como o desenvolvimento de seres vivos mais complexos com o passar do tempo. Já a dita diminuição da complexidade é mostrada por criacionistas como rival equivalente ao aumento de complexidade, mas os argumentos que defendem essa ideia são muito rasos. Por exemplo, se fala em acúmulo de mutações deletérias no ser humano, mas desconsiderando que os meios de sobrevivência e de viver em sociedade da espécie são peculiares. E por fim, o terceiro item que mostra um problema geral do criacionismo com a ciência em si. Este terceiro item não é responsabilidade da teoria evolutiva, pois se trata de critérios geológicos. Demonstra somente que enquanto a teoria evolutiva se integra com outras áreas de estudo científico, o criacionismo não se identifica e precisa questioná-los também. Em resumo dos três itens, nota-se que há um esforço imenso por parte de criacionistas em fazer paralelos que supostamente travam uma disputa em pé de igualdade entre teoria da evolução e criacionismo, a ponto de distorcer algumas informações para se chegar a este fim.
De tal maneira, é necessário conhecer o criacionismo em sua forma e essência, de modo que é conhecido das seguintes maneiras e o que pretendem:

### Modelo Criacionista Bíblico
(1) A criação foi finalizada através dum processo sobrenatural no espaço de seis dias.
(2) A criação encontra-se sob o jugo do pecado e decadência devido à maldição resultante da entrada do pecado.
(3) A história da Terra está dominada pelo grande Dilúvio que ocorreu nos dias de Noé.
No entanto, alguns os criacionistas não concordam com a ideia do ensino da criação em seis dias, da queda do Homem e do Dilúvio de Noé nas escolas públicas, mas concordam com
1) o ensino da criação complexa finalizada,
2) o princípio universal do declínio (em contraste com a explicação da teoria evolutiva que dizem tratar dum aumento organizacional), e
3) as supostas evidências espalhadas por todo o mundo que suportam a ideia dum dilúvio universal.
Segundo eles, todos estes pontos são dados científicos observáveis implícitos que certamente deveriam ser incluídos na educação pública.
Tanto o modelo criacionista científico como o modelo criacionista Bíblico podem ser consideravelmente expandidos de modo a incorporar muitos eventos da criação e da história da Terra, tanto em termos de observação dita como sendo científica como em termos de doutrinas Bíblicas. De facto, estes podem ser desenvolvidos como uma série de princípios formais do criacionismo científico e criacionismo Bíblico – respectivamente – como listado mais embaixo.

### Princípios do Criacionismo Científico
(1) O universo físico composto pelo do espaço, tempo, matéria e energia nem sempre existiram mas foram criados de forma sobrenatural por Um Criador Transcendente que, Sozinho, existiu desde a eternidade.
(2) Os fenômenos da vida biológica não se desenvolveram a partir de processos naturais a agir sobre sistemas inanimados mas sim como efeito da criação específica e sobrenatural do Criador.
(3) Cada um dos tipos básicos de plantas e animais foi criado totalmente funcional desde o princípio, e nenhum deles evoluiu dum tipo básico de organismo para outro tipo básico de organismo. As variações que ocorrem nos tipos básicos desde a sua criação são limitadas a variações “horizontais”, dentro do mesmo tipo, ou variações “negativas” (perda de informação genética, mutações deleteriosas, ou extinções).
(4) Os primeiros humanos não evoluíram de um animal ancestral, mas foram especialmente criados totalmente funcionais desde o princípio. Para além disso, a natureza “espiritual” do Homem (imagem própria, consciência moral, raciocínio abstracto, linguagem, natureza religiosa, etc) é uma entidade criada de forma sobrenatural, distinta da vista como mera vida biológica.
(5) A pré-história da Terra, tal como especialmente preservada na rochas crustais e depósitos fósseis, são primeiramente um registro das intensidades catastróficas dos processos naturais, operando largamente dentro das leis uniformes e não dentro das taxas de processamento uniformitárias. Segundo essa visão não há qualquer motivo à priori para não se considerarem as tais evidências científicas em favor da criação recente da Terra e do universo, em acréscimo às evidências científicas que demonstram como a maioria dos sedimentos fossilíferos foram formados num ainda mais recente evento cataclismo hidráulico global, embora seja consenso de geólogos exatamente o oposto.
(6) Os processos atuais operam primariamente dentro de leis naturais fixas e taxas processuais relativamente uniformes. Uma vez que estas foram elas mesmas originalmente criadas, e são diariamente mantidas, pelo deus cristão, existe sempre a possibilidade duma intervenção milagrosa nestas leis e processos por parte dele. Segundo esta visão, as supostas evidências em favor de tais intervenções devem ser analisadas de modo crítico uma vez que tem que haver um motivo claro por trás de tais ações levadas a cabo pelo deus bíblico, muito embora de fato o que mais houve foram análises críticas destas explicações.
(7) De algum modo, o universo e a vida têm estado debilitadas desde que a criação foi finalizada, de modo a que imperfeições na estrutura, doenças, envelhecimento, extinções e outros fenômenos são o resultado de modificações “negativas” nas propriedades e nos processos decorrendo na ordem originalmente perfeita da criação.
(8) Uma vez que, originalmente e tendo em vista um propósito, o universo e os seus componentes primários foram criados perfeitos por parte dum criador tendo colo características a competência e ser volitivo, e uma vez que o criador bíblico continuaria ativo na criação (hoje marcada pela maldição do pecado, segundo a Bíblia Sagrada), continuaria a existir um propósito e um significado no universo. Deste modo, diz-se que considerações teleológicas, portanto, são parte integrante dos estudos científicos onde quer que sejam consistentes com os dados observados. Para este tipo de criacionismo, é razoável assumir que a criação actual espera a consumação do propósito do criador.
(9) Além disso, para criacionistas que defendem essa versão, as pessoas são limitadas e os dados científicos em relação às nossas origens são circunstanciais e incompletos, a mente humana (quando aberta à possibilidade da criação) é capaz de explorar a manifestação do Tal Criador de forma racional e científica, e tomar decisões inteligentes no que toca a plano do deus bíblico.

### Princípios do Criacionismo Bíblico
(1) O criador do universo é Triuno – pai, filho e espírito santo. Só existe um único deus eterno e transcendente – fonte de toda a existência e propósito – e ele existe em três pessoas, todas elas participantes ativos do processo de criação.
(2) A Bíblia, que é constituída por 39 livros canônicos do Antigo Testamento e 27 livros canónicos do Novo Testamento, é a revelação divinamente inspirada do criador para o homem. A sua inspiração verbal, única e plenária, garante que todos estes escritos, tal como originalmente e milagrosamente dados, sejam infalíveis e totalmente autoritários nos assuntos que eles lidam, livres de qualquer tipo de erro (científico, histórico, moral e teológico).
(3) Tudo o que existe no universo foi feito e criado por Deus em seis dias literais durante a semana da criação descrita em Génesis 1:1-2:3, e confirmado por Êxodo 20:8-11. O registo da criação é factual, histórico e perspícuo  [ed: "claro, inteligível, fácil de compreender"]: devido a isto, todas as teorias em torno das nossas origens ou desenvolvimento que envolvem a teoria da evolução seriam falsas. Tudo o que agora existe é sustentado e ordenado pelo cuidado providencial de Deus. No entanto, uma parte da sua criação espiritual, Satanás e os seus anjos, revoltarem-se contra Deus depois da criação numa tentativa de contrariar os propósitos de Deus para a sua criação.
(4) Os primeiros seres humanos, Adão e Eva, foram especialmente criados por Deus e todos os outros seres humanos são seus descendentes. Em Adão, toda a humanidade foi ordenada a exercer “domínio” sobre todos os outros organismos criados, bem como sobre a Terra em si (uma comissão implícita para o exercício da verdadeira ciência, tecnologia, comércio, arte e educação), mas a tentação de Satanás e a entrada de pecado trouxe a maldição de Deus sobre tal domínio, culminando na morte e na separação de Deus como consequência natural e ajustada.
(5) O registo Bíblico da história primordial descrita em Génesis 1-11 seria totalmente histórico e perspícuo, incluindo a criação e a queda do homem, a maldição colocada sobre a criação e a sua sujeição à servidão da deterioração, o anunciado redentor, o cataclismo global nos dias de Noé, a renovação pós-diluviana da comissão divina de subjugar a Terra (agora expandido com a instituição do governo humano) e a origem das nações e das línguas na torre de Babel.
(6) A alienação do homem do criador devido ao pecado só poderia ser remediada pelo próprio criador, que teria se tornado homem sob a forma de Jesus Cristo através da então milagrosa concepção no nascimento virginal. Em Cristo encontravam-se indissoluvelmente unidas a humanidade perfeita e sem pecado e a divindade plena, de modo a que a sua morte vicária seria o único e suficiente preço para a redenção do homem. A redenção ser totalmente eficaz seria-nos garantido pela ressurreição corpórea dos mortos e ascensão ao céu: a ressurreição de Cristo seria, portanto, o ponto fulcral da História, garantindo a consumação do propósito de Deus para a criação.